# Сен-Жермен (Об)
Сен-Жерме́н (фр. Saint-Germain) — коммуна во Франции, находится в регионе Шампань — Арденны. Департамент — Об. Входит в состав кантона Труа-6. Округ коммуны — Труа.
Код INSEE коммуны — 10340.
Коммуна расположена приблизительно в 145 км к юго-востоку от Парижа, в 85 км южнее Шалон-ан-Шампани, в 6 км к юго-западу от Труа.

## Население
Население коммуны на 2008 год составляло 2315 человек.
| 1962 | 1968 | 1975 | 1982 | 1990 | 1999 | 2008 |
| ---- | ---- | ---- | ---- | ---- | ---- | ---- |
| 449  | 564  | 985  | 1116 | 1763 | 2152 | 2315 |

## Администрация
| Период | Период | Фамилия     | Партия | Примечания |
| ------ | ------ | ----------- | ------ | ---------- |
| 2001   | 2008   | Патрик Роэр |        |            |
| 2008   |        | Поль Гайяр  |        |            |

## Экономика
В 2007 году среди 1562 человек в трудоспособном возрасте (15—64 лет) 1133 были экономически активными, 429 — неактивными (показатель активности — 72,5 %, в 1999 году было 74,3 %). Из 1133 активных работали 1033 человека (527 мужчин и 506 женщин), безработных было 100 (53 мужчины и 47 женщин). Среди 429 неактивных 160 человек были учениками или студентами, 178 — пенсионерами, 91 были неактивными по другим причинам.

## Фотогалерея

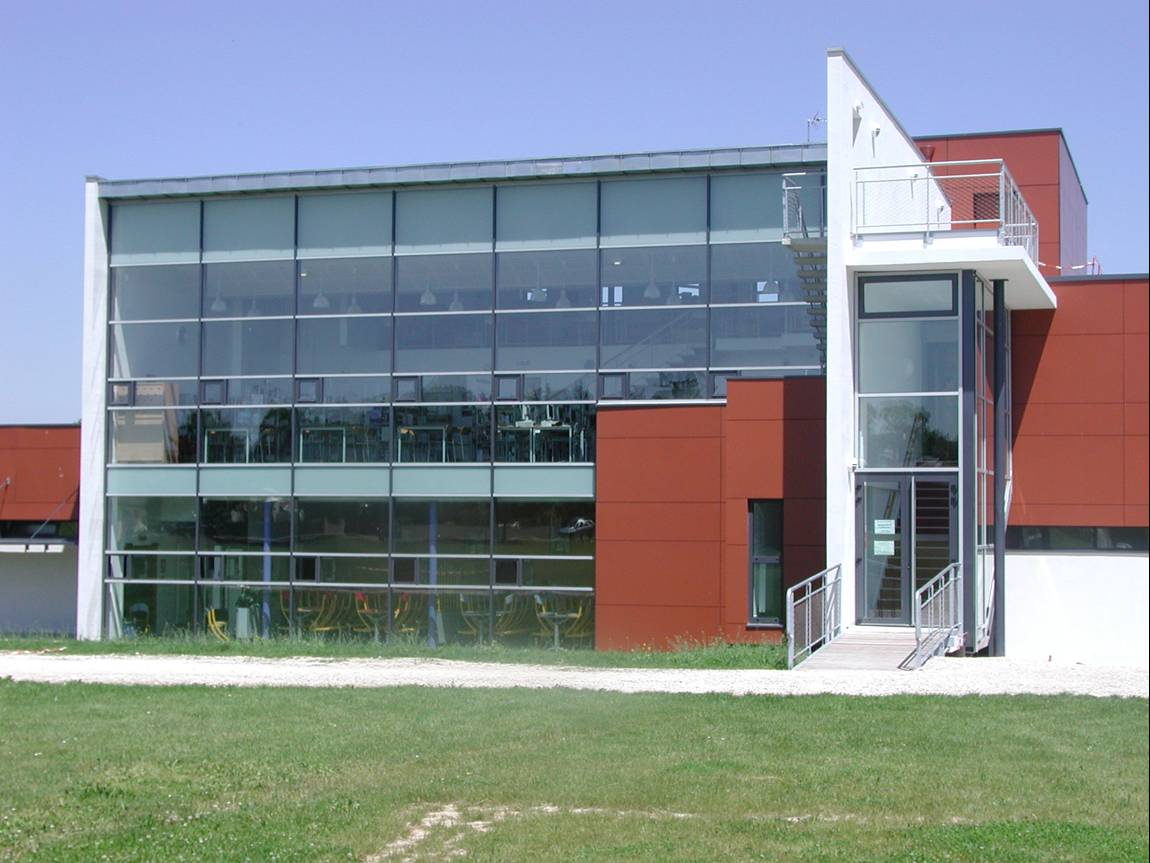
Медиатека
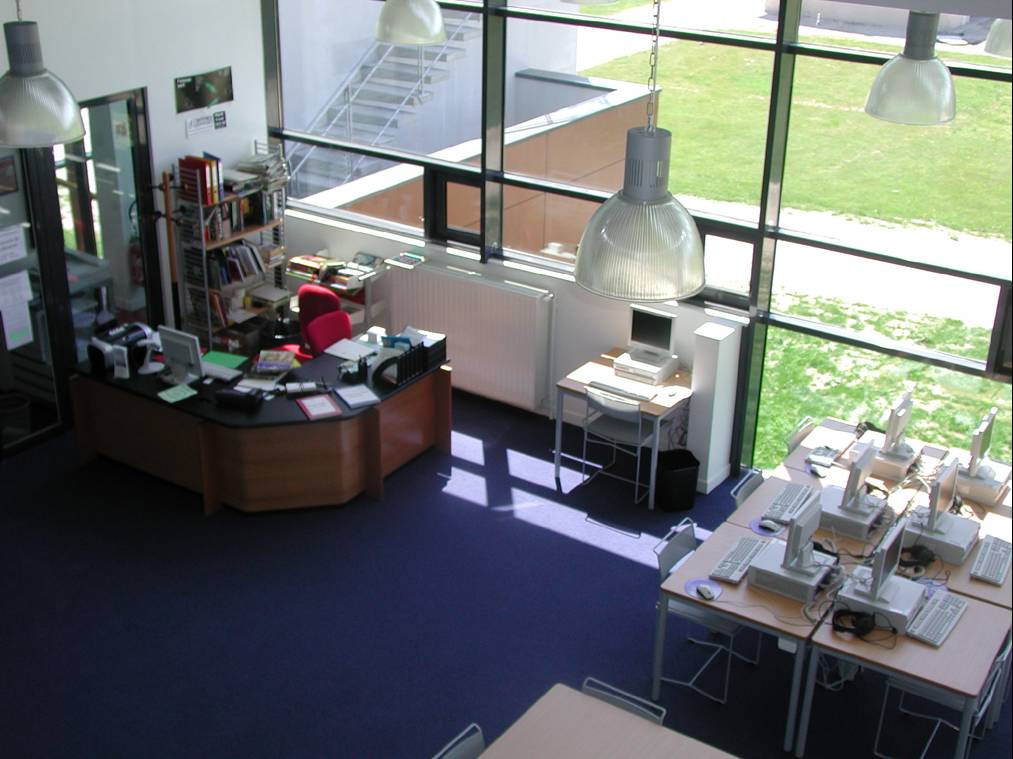
Интерьер медиатеки
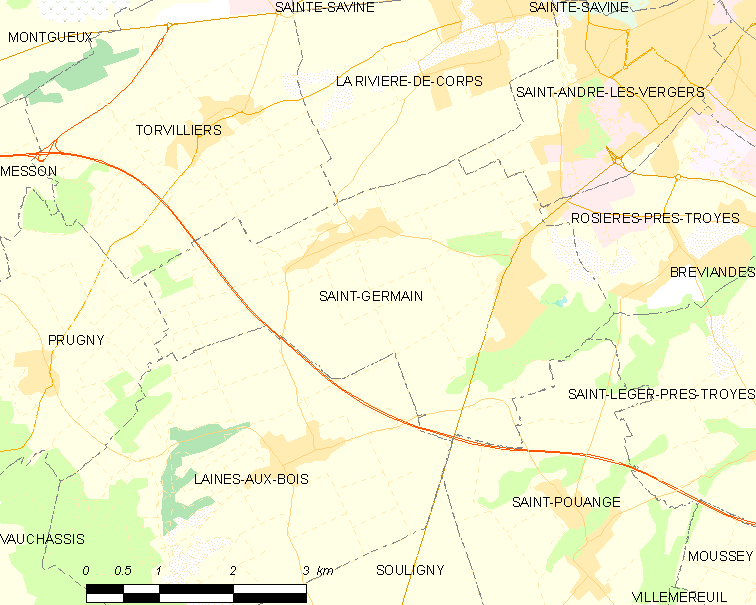
Карта коммуны